# سیزدهمین نامه
سیزدهمین نامه (انگلیسی: The 13th Letter) فیلمی به کارگردانی اتو پرمینجر است که در سال ۱۹۵۱ منتشر شد. از بازیگران آن می‌توان به لیندا دارنل، شارل بوآیه، مایکل رنی و جودیت اولین اشاره کرد. این فیلم بازسازی فیلم فرانسوی کلاغ به کارگردانی آنری-ژرژ کلوزو است.